# Château de la Barge
Le château de la Barge est un château situé dans la commune de Grézieu-la-Varenne, en France.

## Localisation
Le château est situé dans la commune de Grézieu-la-Varenne, dans le département du Rhône, en région Auvergne-Rhône-Alpes.

## Description
Le château de la Barge abrite actuellement un restaurant d'application.

## Historique
Le château date du XVIe siècle. Il fait l'objet d'une inscription partielle (élément protégé : la cheminée située au premier étage) au titre des monuments historiques par arrêté du 7 juin 1926.